# Benoît Badiashile
Benoît Ntambue Badiashile Mukinayi Baya (Limoges, 26 marzo 2001) è un calciatore francese di origini congolesi, difensore del Chelsea.
Nell'estate del 2019 viene indicato dall'UEFA come uno dei 50 giovani più promettenti per la stagione 2019-2020.

## Biografia
Ha un fratello Loic Badiashile, anch'egli calciatore.

## Caratteristiche tecniche
È un difensore centrale abile in progressione e nei contrasti corpo a corpo per via del suo fisico possente. Di piede mancino, cerca spesso di uscire palla al piede e si distingue per la sua aggressività negli anticipi.

## Carriera

### Club

#### Gli inizi, Monaco
Cresciuto nel settore giovanile del Monaco, ha esordito in prima squadra l'11 novembre 2018 disputando l'incontro di Ligue 1 perso 4-0 contro il Paris Saint-Germain.
Il 28 novembre successivo ha esordito anche in Champions League disputando l'incontro della fase a gironi perso 2-0 contro l'Atlético Madrid e diventando il più giovane giocatore nella storia del torneo a realizzare un'autorete (battendo il precedente record di Mile Svilar).

#### Chelsea
Il 5 gennaio 2023 lascia il Monaco, venendo acquistato per 38 milioni di euro dal Chelsea. Il 6 maggio 2023 segna il suo primo goal nella vittoria in trasferta contro il Bournemouth per 1-3.

### Nazionale
Ha giocato nelle nazionali giovanili francesi Under-16, Under-17, Under-18, Under-19 ed Under-21.
Nel settembre del 2022 riceve la sua prima convocazione in nazionale maggiore, con cui esordisce il 23 dello stesso mese nel successo per 2-0 in Nations League contro l'Austria.

## Statistiche

### Presenze e reti nei club
Statistiche aggiornate al 28 ottobre 2024
| Stagione        | Squadra         | Campionato      | Campionato | Campionato | Coppe nazionali | Coppe nazionali | Coppe nazionali | Coppe continentali | Coppe continentali | Coppe continentali | Altre coppe | Altre coppe | Altre coppe | Totale | Totale |
| Stagione        | Squadra         | Comp            | Pres       | Reti       | Comp            | Pres            | Reti            | Comp               | Pres               | Reti               | Comp        | Pres        | Reti        | Pres   | Reti   |
| --------------- | --------------- | --------------- | ---------- | ---------- | --------------- | --------------- | --------------- | ------------------ | ------------------ | ------------------ | ----------- | ----------- | ----------- | ------ | ------ |
| 2018-2019       | Monaco          | L1              | 20         | 1          | CF+CdL          | 1+3             | 0               | UCL                | 2                  | 0                  | -           | -           | -           | 26     | 1      |
| 2019-2020       | Monaco          | L1              | 16         | 0          | CF+CdL          | 2+2             | 0               | -                  | -                  | -                  | -           | -           | -           | 20     | 0      |
| 2020-2021       | Monaco          | L1              | 35         | 2          | CF              | 4               | 0               | -                  | -                  | -                  | -           | -           | -           | 39     | 2      |
| 2021-2022       | Monaco          | L1              | 24         | 1          | CF              | 0               | 0               | UCL+UEL            | 4+6                | 0                  | -           | -           | -           | 34     | 1      |
| 2022-gen. 2023  | Monaco          | L1              | 11         | 2          | CF              | 0               | 0               | UCL+UEL            | 0+5                | 0                  | -           | -           | -           | 16     | 2      |
| Totale Monaco   | Totale Monaco   | Totale Monaco   | 106        | 6          |                 | 12              | 0               |                    | 17                 | 0                  |             | -           | -           | 135    | 6      |
| gen.-giu. 2023  | Chelsea         | PL              | 11         | 1          | FACup+CdL       | 0+0             | 0               | UCL                | -                  | -                  | -           | -           | -           | 11     | 1      |
| 2023-2024       | Chelsea         | PL              | 18         | 0          | FACup+CdL       | 2+2             | 1+0             | -                  | -                  | -                  | -           | -           | -           | 22     | 1      |
| 2024-2025       | Chelsea         | PL              | 4          | 0          | FACup+CdL       | 0+2             | 0               | UECL               | 6                  | 0                  | -           | -           | -           | 12     | 0      |
| Totale Chelsea  | Totale Chelsea  | Totale Chelsea  | 33         | 1          |                 | 6               | 1               |                    | 6                  | 0                  |             | -           | -           | 44     | 1      |
| Totale carriera | Totale carriera | Totale carriera | 139        | 7          |                 | 18              | 1               |                    | 23                 | 0                  |             | -           | -           | 180    | 8      |

### Cronologia presenze e reti in nazionale
| Cronologia completa delle presenze e delle reti in nazionale ― Francia | Cronologia completa delle presenze e delle reti in nazionale ― Francia | Cronologia completa delle presenze e delle reti in nazionale ― Francia | Cronologia completa delle presenze e delle reti in nazionale ― Francia | Cronologia completa delle presenze e delle reti in nazionale ― Francia | Cronologia completa delle presenze e delle reti in nazionale ― Francia | Cronologia completa delle presenze e delle reti in nazionale ― Francia | Cronologia completa delle presenze e delle reti in nazionale ― Francia |
| Data                                                                   | Città                                                                  | In casa                                                                | Risultato                                                              | Ospiti                                                                 | Competizione                                                           | Reti                                                                   | Note                                                                   |
| ---------------------------------------------------------------------- | ---------------------------------------------------------------------- | ---------------------------------------------------------------------- | ---------------------------------------------------------------------- | ---------------------------------------------------------------------- | ---------------------------------------------------------------------- | ---------------------------------------------------------------------- | ---------------------------------------------------------------------- |
| 22-9-2022                                                              | Saint-Denis                                                            | Francia                                                                | 2 – 0                                                                  | Austria                                                                | UEFA Nations League 2022-2023 - 1º turno                               | -                                                                      |                                                                        |
| 25-9-2022                                                              | Copenaghen                                                             | Danimarca                                                              | 2 – 0                                                                  | Francia                                                                | UEFA Nations League 2022-2023 - 1º turno                               | -                                                                      |                                                                        |
| Totale                                                                 |                                                                        | Presenze                                                               | 2                                                                      |                                                                        | Reti                                                                   | 0                                                                      |                                                                        |

| Cronologia completa delle presenze e delle reti in nazionale ― Francia under 21 | Cronologia completa delle presenze e delle reti in nazionale ― Francia under 21 | Cronologia completa delle presenze e delle reti in nazionale ― Francia under 21 | Cronologia completa delle presenze e delle reti in nazionale ― Francia under 21 | Cronologia completa delle presenze e delle reti in nazionale ― Francia under 21 | Cronologia completa delle presenze e delle reti in nazionale ― Francia under 21 | Cronologia completa delle presenze e delle reti in nazionale ― Francia under 21 | Cronologia completa delle presenze e delle reti in nazionale ― Francia under 21 |
| Data                                                                            | Città                                                                           | In casa                                                                         | Risultato                                                                       | Ospiti                                                                          | Competizione                                                                    | Reti                                                                            | Note                                                                            |
| ------------------------------------------------------------------------------- | ------------------------------------------------------------------------------- | ------------------------------------------------------------------------------- | ------------------------------------------------------------------------------- | ------------------------------------------------------------------------------- | ------------------------------------------------------------------------------- | ------------------------------------------------------------------------------- | ------------------------------------------------------------------------------- |
| 7-9-2020                                                                        | Sumgayit                                                                        | Azerbaigian under 21                                                            | 1 – 2                                                                           | Francia under 21                                                                | Qual. Europeo Under-21 2021                                                     | -                                                                               |                                                                                 |
| 8-10-2020                                                                       | Strasburgo                                                                      | Francia under 21                                                                | 5 – 0                                                                           | Liechtenstein under 21                                                          | Qual. Europeo Under-21 2021                                                     | -                                                                               | 64’                                                                             |
| 12-11-2020                                                                      | Vaduz                                                                           | Liechtenstein under 21                                                          | 0 – 5                                                                           | Francia under 21                                                                | Qual. Europeo Under-21 2021                                                     | -                                                                               |                                                                                 |
| 16-11-2020                                                                      | Caen                                                                            | Francia under 21                                                                | 3 – 1                                                                           | Svizzera under 21                                                               | Qual. Europeo Under-21 2021                                                     | -                                                                               |                                                                                 |
| 25-3-2021                                                                       | Szombathely                                                                     | Francia under 21                                                                | 0 – 1                                                                           | Danimarca under 21                                                              | Europeo Under-21 2021                                                           | -                                                                               |                                                                                 |
| 31-3-2021                                                                       | Győr                                                                            | Islanda under 21                                                                | 0 – 2                                                                           | Francia under 21                                                                | Europeo Under-21 2021                                                           | -                                                                               |                                                                                 |
| 2-9-2021                                                                        | Le Mans                                                                         | Francia under 21                                                                | 3 – 0                                                                           | Macedonia del Nord under 21                                                     | Qual. Europeo Under-21 2023                                                     | -                                                                               |                                                                                 |
| 6-9-2021                                                                        | Tórshavn                                                                        | Fær Øer under 21                                                                | 1 – 1                                                                           | Francia under 21                                                                | Qual. Europeo Under-21 2023                                                     | -                                                                               | cap.                                                                            |
| 8-10-2021                                                                       | Brest                                                                           | Francia under 21                                                                | 5 – 0                                                                           | Ucraina under 21                                                                | Qual. Europeo Under-21 2023                                                     | -                                                                               | 35’ 58’                                                                         |
| 12-10-2021                                                                      | Novi Sad                                                                        | Serbia under 21                                                                 | 0 – 3                                                                           | Francia under 21                                                                | Qual. Europeo Under-21 2023                                                     | -                                                                               |                                                                                 |
| 11-11-2021                                                                      | Grenoble                                                                        | Francia under 21                                                                | 7 – 0                                                                           | Armenia under 21                                                                | Qual. Europeo Under-21 2023                                                     | -                                                                               |                                                                                 |
| 16-11-2021                                                                      | Skopje                                                                          | Macedonia del Nord under 21                                                     | 0 – 1                                                                           | Francia under 21                                                                | Qual. Europeo Under-21 2023                                                     | -                                                                               |                                                                                 |
| 24-3-2022                                                                       | Calais                                                                          | Francia under 21                                                                | 2 – 0                                                                           | Fær Øer under 21                                                                | Qual. Europeo Under-21 2023                                                     | -                                                                               | cap.                                                                            |
| 2-6-2022                                                                        | Grenoble                                                                        | Francia under 21                                                                | 2 – 0                                                                           | Serbia under 21                                                                 | Qual. Europeo Under-21 2023                                                     | -                                                                               | cap.                                                                            |
| 6-6-2022                                                                        | Erevan                                                                          | Armenia under 21                                                                | 1 – 4                                                                           | Francia under 21                                                                | Qual. Europeo Under-21 2023                                                     | -                                                                               | cap.                                                                            |
| 9-6-2022                                                                        | Istanbul                                                                        | Ucraina under 21                                                                | 3 – 3                                                                           | Francia under 21                                                                | Qual. Europeo Under-21 2023                                                     | -                                                                               | cap. 43’                                                                        |
| Totale                                                                          |                                                                                 | Presenze                                                                        | 16                                                                              |                                                                                 | Reti                                                                            | 0                                                                               |                                                                                 |

## Palmarès

### Club

#### Competizioni internazionali
- UEFA Conference League: 1

Chelsea: 2024-2025
- Coppa del mondo per club: 1

Chelsea: 2025